# M78 (nébuleuse)
Pour les articles homonymes, voir M78.
M78 (ou NGC 2068) est une nébuleuse par réflexion située dans Orion et découverte en 1780 par Pierre Méchain. C’est la nébuleuse diffuse la plus brillante d'un groupe de nébuleuses qui comprend NGC 2064 et NGC 2067. Charles Messier l'ajouta à son catalogue le 17 décembre de la même année.

## Caractéristiques

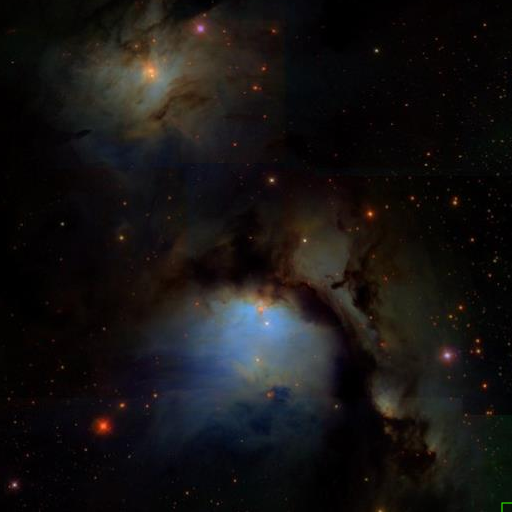
Panorama de la région par le relevé SDSS.

M78 est un nuage de poussière interstellaire qui brille par réflexion de la lumière des brillantes étoiles bleues (de type spectral B récent), et parmi elles la plus brillante, HD 38563A, suivie de peu par HD 38563B, toutes les deux de magnitude visuelle apparente +10. La nature de M78 en tant que nébuleuse par réflexion a été découverte par Vesto Slipher de l'observatoire Lowell en 1919 (Slipher 1919). À cette distance, M78 aurait une extension de presque 4 années-lumière.

## Observation
Cet objet n'est pas difficile à localiser à partir de Zeta Orionis, également appelée Alnitak, l'étoile la plus à l'est du Baudrier d'Orion ; elle est située à environ 2 degrés au nord et 1,5 degré à l'est de cette étoile ; une chaîne de 3 étoiles de magnitude entre 5 et 6, orientée au nord depuis Zeta, peut aider à la recherche.
Visuellement, M78 ressemble à une faible comète. Avec des jumelles, et dans de bonnes conditions, elle est juste visible comme une très petite tache. De petits instruments permettent déjà de la voir bien brillante, et révèlent les deux étoiles qui la mettent en valeur.

## Galerie

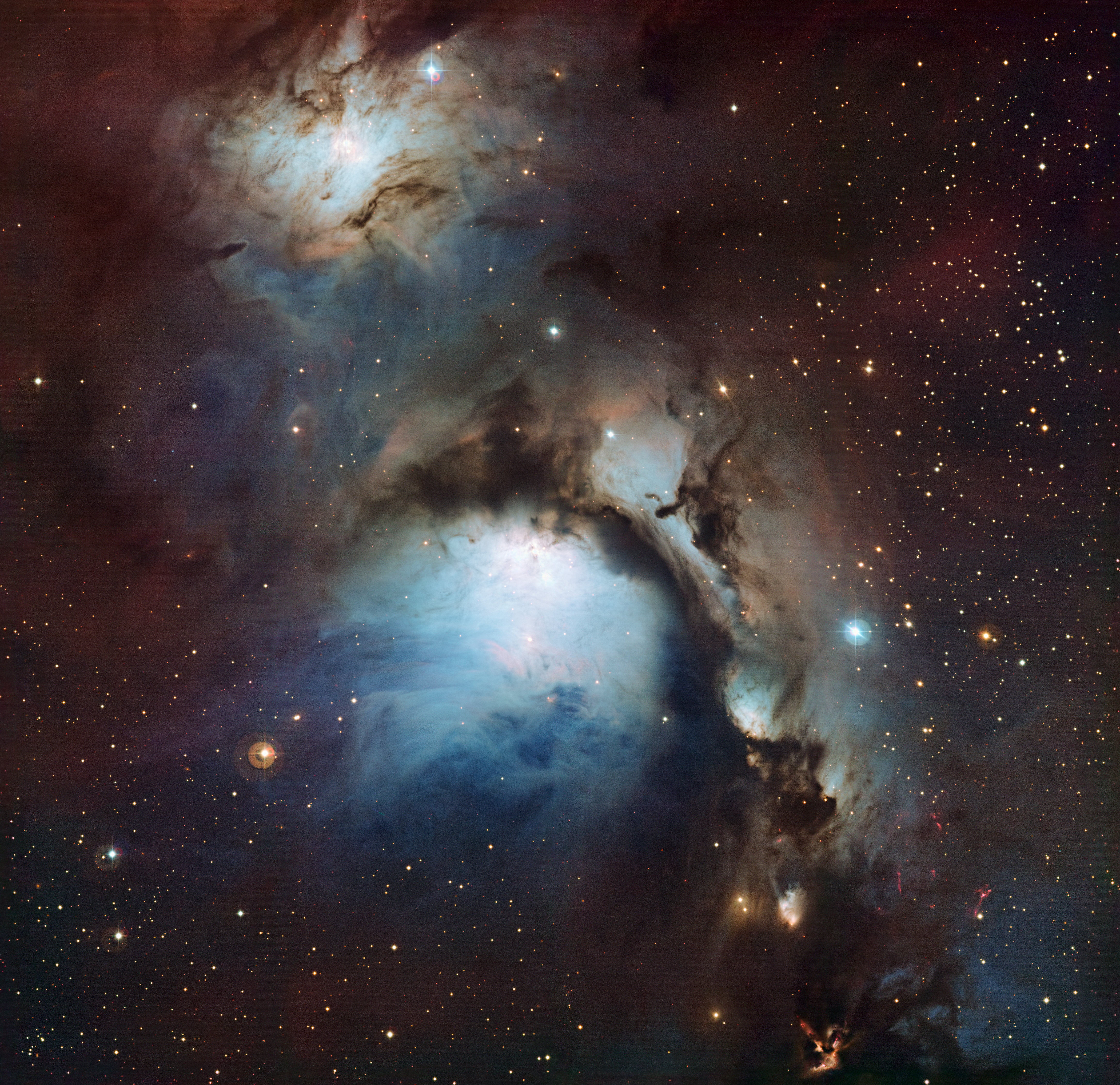
Image captée par la caméra WFI du télescope de 2,2 mètres de l'observatoire de La Silla.
Image en infrarouge prise par le télescope VISTA de l'observatoire européen austral.
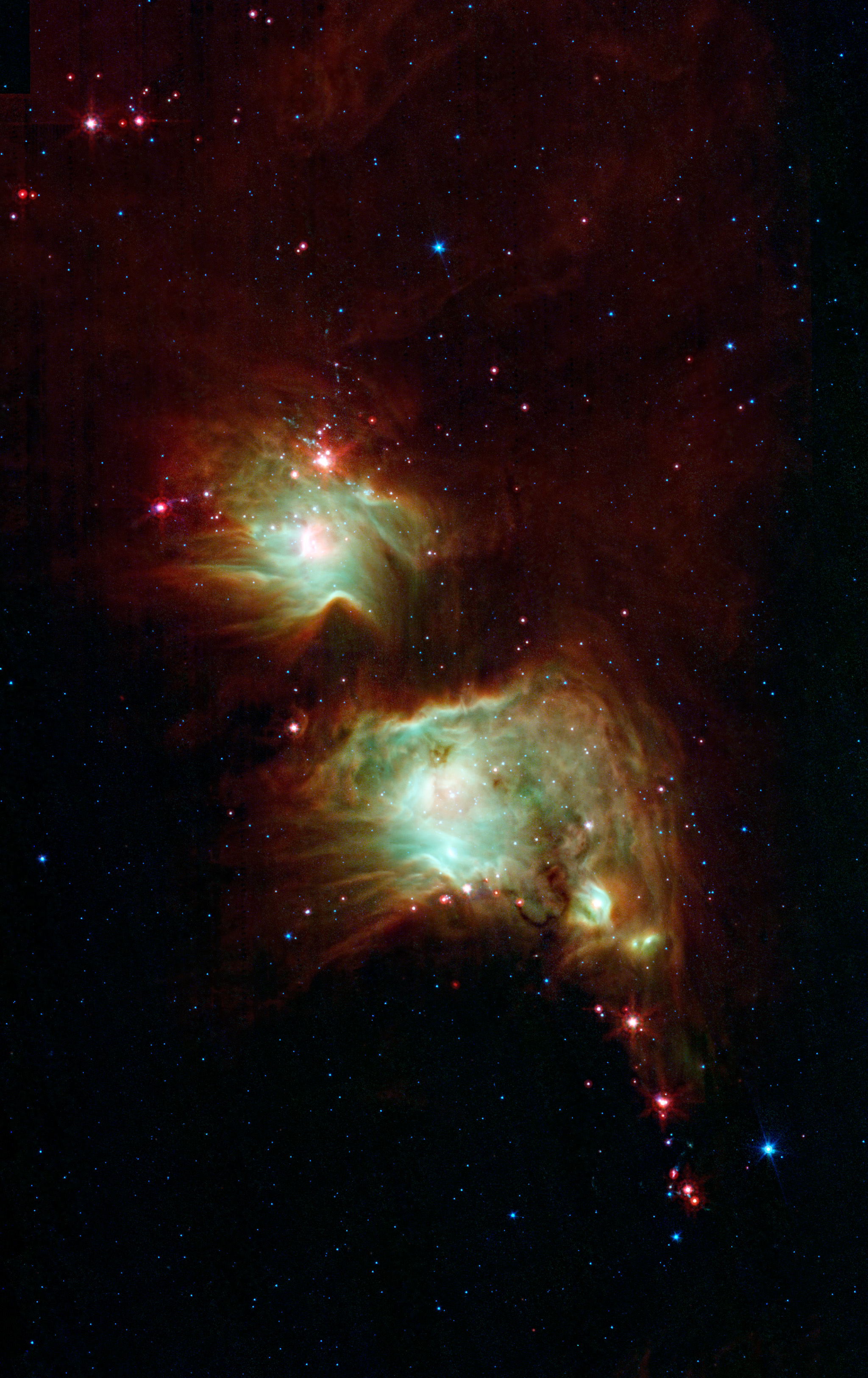
Image de M78 par le télescope spatial Spitzer.
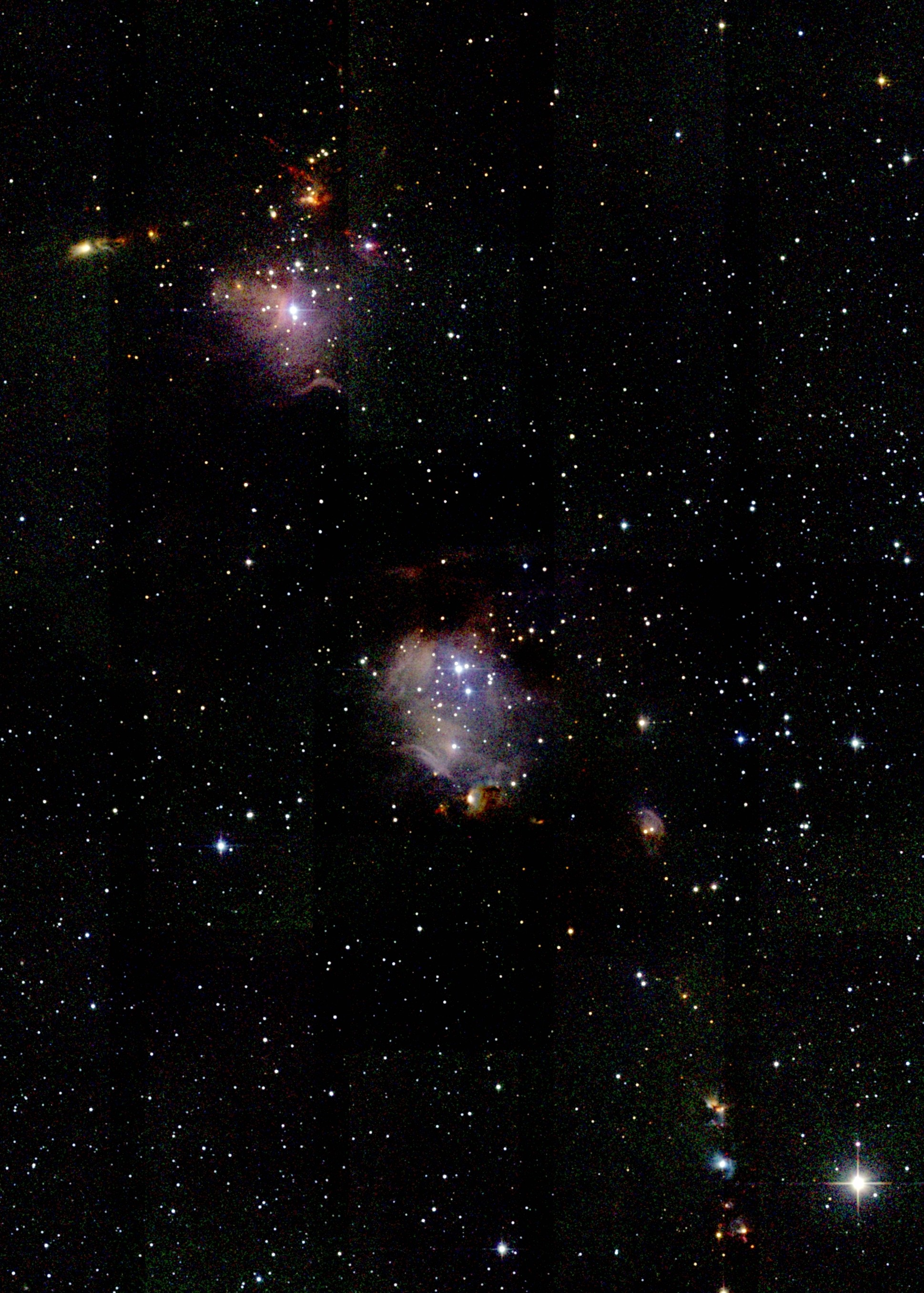
Image dans le domaine de l'infrarouge réalisée dans le cadre de l'étude 2MASS. Au centre M78 et en haut à gauche NGC 2071.